# Воспорио
„Воспорио“ (на гръцки: Μέγαρο «Βοσπόριο», в превод Имение „Босфор“) е емблематична сграда в град Солун, Гърция.

## Местоположение
Имението е разположено на улица „Аристотел“ № 8.

## История
Сградата е построена в 1922 година от солунския инженер Жак Моше. Зданието е обявено за културна ценност и е включено в списъка в 1983 година. В началото на XXI век в него се помещават предимно офиси и магазини.

## Архитектура
В архитектурно отношение се състои от партер и четири етажа. По същество това са две побратимени сгради, сходни както по фасадата, така и по конфигурацията си. Планът е с П-образна форма, с централен коридор от двете страни на който са развити двете сгради. Подовете са свързани с балкон. Фасадата е организирана симетрично, от двете страни на централната ос, с две секции от три части. Централната ос на всяка сграда е подчертана чрез поставяне на многоъгълна арка на третия етаж, който създава покрит балкон на четвъртия етаж. Сградата е в еклектичен стил с неовизантийски и ар нуво влияния.
В интериорно отношение са особено интересни входните врати на всяка от двете сгради. Стълбището с парапети е в стил ар нуво, наблюдават се релефни декорации по таваните на общите площи, релефна декоративна лента, която следва наклона на стълбището, двукрили дървени входни врати към апартаментите, украсени прегради.
В сградата е монитран първият в града асансьор.